# Alfred Douglas
Lord Alfred Bruce Douglas (Powick, 22 oktober 1870 – Lancing, 20 maart 1945), ook bekend onder zijn bijnaam "Bosie", was een Britse dichter en schrijver. Hij is vooral bekend als de intieme vriend van de schrijver Oscar Wilde, met wie hij een jarenlange relatie had.

## Oscar Wilde

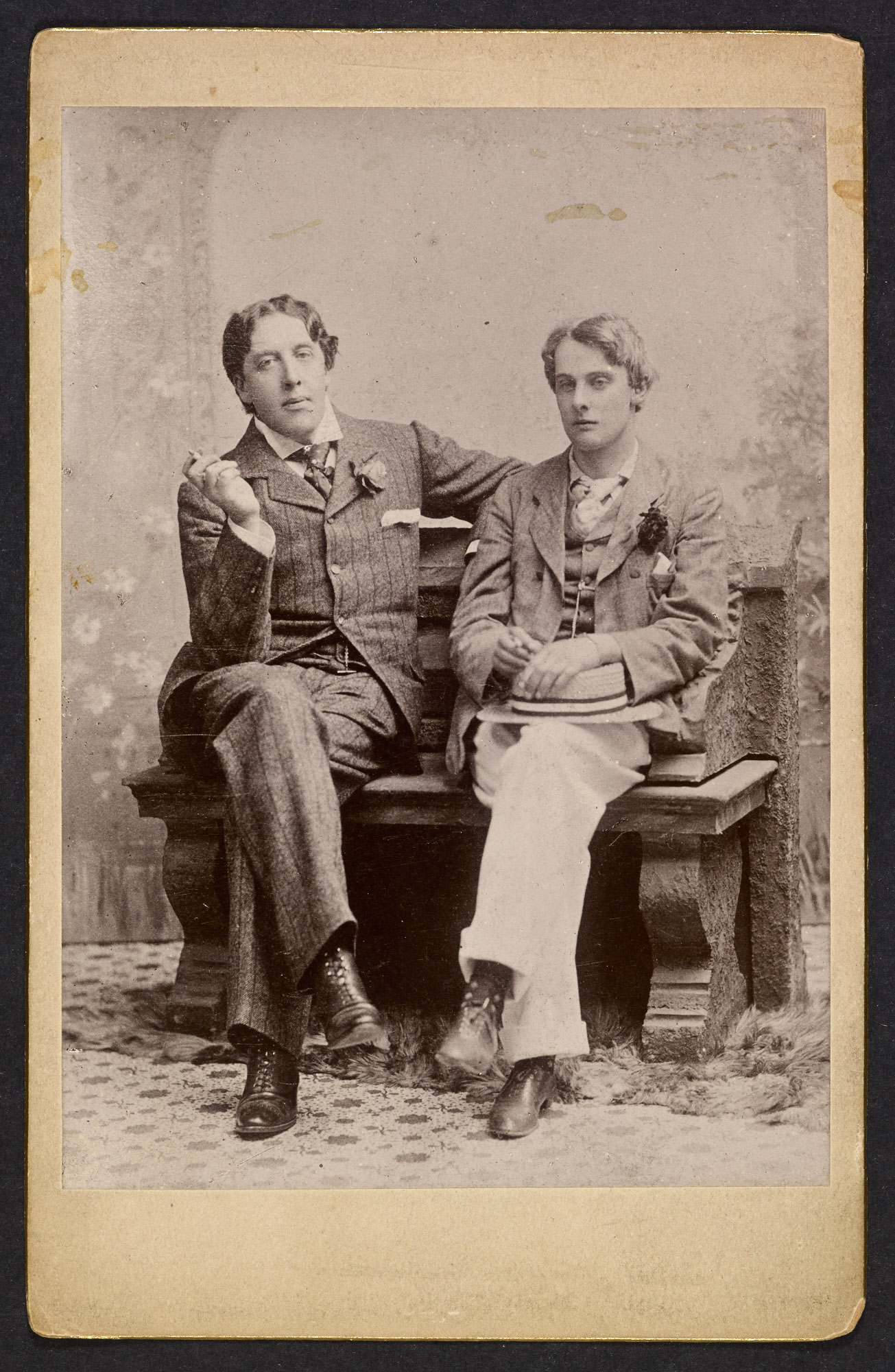
Wilde en Douglas (1893)

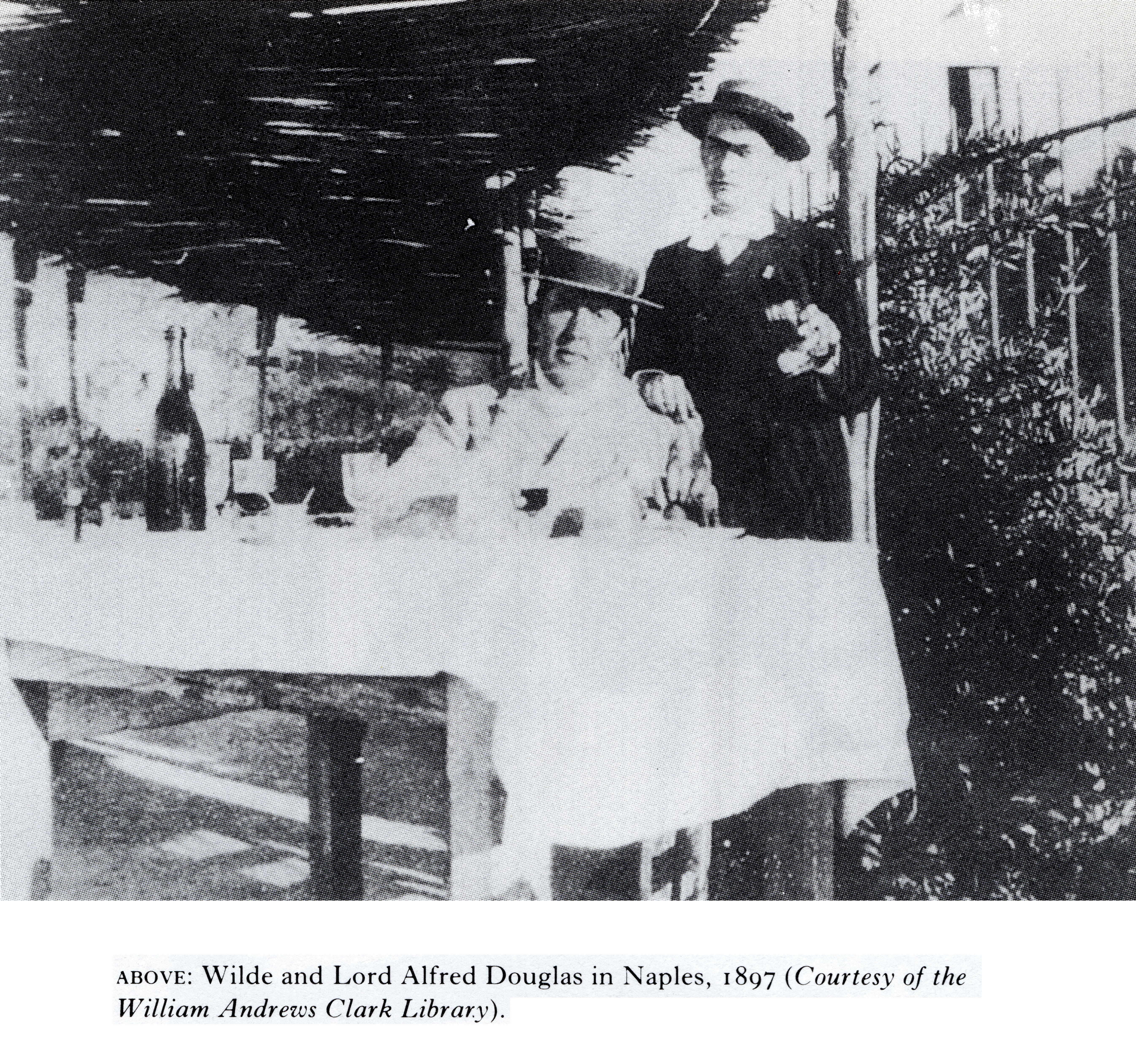
Oscar Wilde en Lord Alfred Douglas in Naples in 1897.

Douglas werd geboren op het huis Ham Hill in Powick, een dorp in Worcestershire, en werd opgeleid aan Magdalen College in Oxford. Hij ontmoette Oscar Wilde in 1891 en begon al snel een relatie met hem. Toen zijn vader, John Sholto Douglas, de negende markies van Queensberry, dit ontdekte, beledigde hij Oscar Wilde publiekelijk door een visitekaartje (met spelfout) achter te laten in Wildes club, geadresseerd aan "Mr. Wilde posing as a Somdomite".
Wilde ging naar de rechtbank, en beschuldigde Queensberry van smaad. Het escaleerde, en sommigen geloven dat Lord Alfred hem aanmoedigde tegen zijn vader in te gaan. Wilde werd uiteindelijk beschuldigd van "onfatsoenlijkheid", het eufemisme voor enige homoseksuele daad, publiekelijk of privé. Hij werd veroordeeld tot twee jaar gevangenisstraf. Nadat hij vrijgekomen was, woonden Wilde en Douglas drie maanden samen in Napels. Daarna woonden ze een tijd apart in Parijs.

## Huwelijk
In 1902 trouwde Douglas met de dichteres Olive Eleanor Custance (1874-1944), het enige kind van een welgestelde kolonel in het Britse leger. Zij had eerder een relatie gehad met de schrijfster Natalie Clifford Barney in Parijs. Het huwelijk was tegen de zin van Olives familie, en verliep stormachtig nadat Douglas in 1911 rooms-katholiek was geworden. Zij kregen een zoon, Raymond (1902-1964) bij wie in 1927 een schizoaffectieve stoornis werd geconstateerd; daarna verbleef hij vaak langere tijd in inrichtingen.
In 1913 scheidden Alfred en Olive van tafel en bed, maar nadat zij zich ook bekeerd had, leefden ze weer samen. Ten slotte gaf Olive het katholieke geloof weer op en ging het paar weer uiteen, zonder overigens officieel te scheiden.
Douglas publiceerde een aantal dichtbundels, waarvan sommige goed werden ontvangen. Ook schreef hij zijn memoires (1931) en twee boeken (1914 en 1940) over zijn relatie met Wilde, waarin hij afstand nam van zijn voormalige vriend en van zijn homoseksuele periode.

## Laster
Na zijn bekering werd Douglas' leven gekenmerkt door diverse processen wegens laster, door hem aangespannen of tegen hem gericht. Zo beschuldigde hij in 1913 de journalist Arthur Ransome van smaad in zijn boek over Oscar Wilde. Ofschoon hij de zaak verloor, verwijderde Ransome de geïncrimineerde passages in de tweede druk. In de zaak tegen Noel Pemberton Billing, die in 1918 een groot aantal bekende figuren had beschuldigd van homoseksuele en anti-patriottische neigingen, was Douglas als getuige op de hand van Billing.
In 1919 publiceerde Douglas een Engelse uitgave van het antisemitische geschrift Protocollen van de wijzen van Sion. Vier jaar later werd hij aangeklaagd omdat hij beweerde dat Winston Churchill deel had uitgemaakt van een Joodse samenzwering om generaal Herbert Kitchener te vermoorden. Douglas werd schuldig bevonden en veroordeeld tot zes maanden gevangenisstraf.

### Poëzie
- Poems (1896)
- Tails with a Twist 'by a Belgian Hare' (1898)
- The City of the Soul (1899)
- The Duke of Berwick (1899)
- The Placid Pug (1906)
- The Pongo Papers and the Duke of Berwick (1907)
- Sonnets (1909)
- The Collected Poems of Lord Alfred Douglas (1919)
- In Excelsis (1924)
- The Complete Poems of Lord Alfred Douglas (1928)
- Sonnets (1935)
- Lyrics (1935)
- The Sonnets of Lord Alfred Douglas (1943)

### Non-fictie
- Oscar Wilde and Myself (1914)
- Voorwoord voor Life and Confessions of Oscar Wilde door Frank Harris (1925)
- Inleiding tot Songs of Cell by Horatio Bottomley (1928)
- The Autobiography of Lord Alfred Douglas (1929; 2nd ed. 1931)
- My Friendship with Oscar Wilde (1932)
- The True History of Shakespeare's Sonnets (1933)
- Inleiding tot The Pantomime Man door Richard Middleton (1933)
- Voorwoord voor Bernard Shaw, Frank Harris, and Oscar Wilde door Robert Harborough Sherard (1937)
- Without Apology (1938)
- Voorwoord voor Oscar Wilde. A Play door Leslie Stokes & Sewell Stokes (1938)
- Inleiding tot Brighton Aquatints door John Piper (1939)
- Ireland and the War Against Hitler (1940)
- Oscar Wilde: A Summing Up (1940)
- Inleiding tot Oscar Wilde and the Yellow Nineties door Frances Winwar (1941)
- The Principles of Poetry (1943)
- Voorwoord voor Wartime Harvest door Marie Carmichael Stopes (1944)